# Dillenia elata
Dillenia elata är en tvåhjärtbladig växtart som beskrevs av Jean Baptiste Louis Pierre. Dillenia elata ingår i släktet Dillenia och familjen Dilleniaceae. Inga underarter finns listade i Catalogue of Life.